# Comuna Uiizdți, Zdolbuniv
Uiizdți (în ucraineană Уїздці) este o comună în raionul Zdolbuniv, regiunea Rivne, Ucraina, formată din satele Korșiv, Kunîn și Uiizdți (reședința).

## Demografie
Componența lingvistică a comunei Uiizdți
     Ucraineană (99,29%)
     Alte limbi (0,66%)
Conform recensământului din 2001, majoritatea populației comunei Uiizdți era vorbitoare de ucraineană (99,29%), existând în minoritate și vorbitori de alte limbi.